# Чула (приток Подкаменной Тунгуски)
Чула — река в Катангском и Усть-Илимском районах Иркутской области России, правый приток Подкаменной Тунгуски (Катанги). Длина реки — 163 км. Площадь водосборного бассейна — 2150 км².
Исток находится к югу от истока реки Некоя и к востоку от истока реки Тэтэрэ. Устье находится в 1643 км по правому берегу Подкаменной Тунгуски на высоте 456 м.
Река течёт на юго-юго-запад и запад. Чула — река горная и быстрая, протекает в лесистой, глухой тайге, по ненаселённой местности. Долина её не широка, обрамлена лесистыми возвышенностями, болотиста и поросла лесом. Чула мелководна и местами порожиста; в половодье разливается и затопляет всю свою долину, но скоро спадает. Чула не судоходна, но сплавная и довольно рыбная.

## Притоки
- 12 км: река без названия (пр)
- 18 км: река без названия (лв)
- 22 км: река без названия (лв)
- Мара-Макит (лв)
- 45 км: Юктэ[4] (пр)
- Уакит (лв)
- Горелый (пр)
- Лабазинная (лв)
- 85 км: Пуребиран (лв)
- 86 км: Логон (пр)
- 97 км: Брамья (пр)
- 99 км: Болокит (лв)
- Юктакон (лв)
- Тополик (пр)
- 110 км: Уюка (лв)
- 112 км: Коэкто (пр)
- 124 км: река без названия (пр)
- Огнэмовкар (лв)
- 130 км: Делону (лв)
- Чуаган (лв)
- 140 км: Кургалиха (пр)
- Юкта (лв)
- 147 км: Токчерло (пр)
- Ерыга (пр)
- Юкта (лв)
- Луган (лв)